# Sainte-Agathe-en-Donzy
 Sainte-Agathe-en-Donzy  es una población y comuna francesa, situada en la región de Ródano-Alpes, departamento de Loira, en el distrito de Roanne y cantón de Néronde.

## Demografía
| 176 | 165 | 146 | 124 | 118 | 117 |
| Para los censos de 1962 a 1999 la población legal corresponde a la población sin duplicidades (Fuente: INSEE [Consultar]) |     |     |     |     |     |

## Personalidades asociadas a la población
- Jean André Delorme, escultor, 2º Premio de Roma, 1857.